# Spiritualized
Spiritualized – angielski zespół rockowy, zaliczany do nurtu space rocka, założony w 1990 w Rugby przez Jasona Pierce’a (znanego też jako „J. Spaceman”), członka zespołu alternatywnego Spacemen 3. Skład grupy często ulega zmianie, oprócz Jasona Pierce’a – autora muzyki, tekstów i wokalisty, który jako jedyny był stałym członkiem od początku istnienia zespołu.

## Historia
W wyniku popsucia się stosunków między współliderami Spacemen 3 Petera Kembera i Jasona Pierce’a ten ostatni namówił innych członków grupy (basistę Willa Carruthersa, perkusistę Jonny’ego Mattocka i gitarzystę Marka Refoya) do dołączenia do nowego zespołu u boku jego kolegi, Steve’a Evansa. Nazwa zespołu – „Spiritualized” (pol. Uduchowieni) – miała wziąć się z przetworzenia napisu na etykiecie butelki napoju Pernod (fr. spiritueux anise – pol. anyżówka). Pierwszy singel zespołu – cover utworu Anyway That You Want Me autorstwa zespołu The Troggs – został wydany w 1990.
Album Ladies and Gentlemen We Are Floating in Space został wybrany albumem roku przez „New Musical Express”.
Wśród późniejszych muzyków znaleźli się m.in. Kate Radley, John Coxon, Damon Reece i Thighpaulsandra.
Zespół występował na wielu festiwalach, m.in. Roskilde Festival, Glastonbury, Pitchfork Music Festival, Off Festival i Primavera Sound.  W 2009 i 2010 grupa grała na koncertach promowanych przez All Tomorrow’s Parties.

## Dyskografia

### Albumy studyjne
- Lazer Guided Melodies (marzec 1992)
- Pure Phase (marzec 1995)
- Ladies and Gentlemen We Are Floating in Space (czerwiec 1997)
- Let It Come Down (wrzesień 2001)
- Amazing Grace (wrzesień 2003)
- Songs in A&E (maj 2008)
- Sweet Heart Sweet Light (kwiecień 2012)
- And Nothing Hurt (2018)
- Everything Was Beautiful (kwiecień 2022)

### Albumy koncertowe
- Fucked Up Inside (czerwiec 1993)
- Royal Albert Hall October 10 1997 (październik 1998)